# Sincero (Bugo e Morgan)
Sincero è un singolo del cantautore italiano Bugo, pubblicato il 5 febbraio 2020 come primo estratto dal nono album in studio Cristian Bugatti.
Il brano ha visto la partecipazione di Morgan, con il quale Bugo lo ha presentato al Festival di Sanremo 2020, segnando per Bugo la sua prima partecipazione alla kermesse musicale.

## Descrizione
Il brano è stato composto da Bugo insieme a Simone Bertolotti e Andrea Bonomo, già produttori dell'album Cristian Bugatti. In un'intervista a Wired Italia, Bugo dichiara che Sincero era già pronto nella primavera del 2019 e che solo dopo avrebbe contattato Morgan per proporgli un duetto. Per il brano Morgan ha registrato solo la sua parte vocale.

## L'esclusione dal Festival di Sanremo 2020
Il 7 febbraio 2020, nel corso della quarta serata del Festival di Sanremo, Morgan ha intonato la prima strofa del brano con un testo differente rispetto all'originale, in cui ha attaccato pesantemente Bugo.
Il testo originale recitava:
Il testo modificato da Morgan è invece stato:
Nel corso di questa strofa, Bugo ha abbandonato il palco visibilmente innervosito, rendendo impossibile il normale proseguimento dell'esibizione. A seguito di ciò è stata presa la decisione di squalificare i due artisti dalla gara per defezione, come comunicato dal direttore artistico e conduttore Amadeus.
Il motivo dell'attacco di Morgan nei confronti di Bugo sarebbe dovuto ad alcuni disaccordi nati tra i due artisti, in particolare dopo l’esibizione della serata precedente, dedicata alle cover, in cui la coppia aveva eseguito una propria versione del brano Canzone per te di Sergio Endrigo, che aveva avuto un riscontro negativo ed era stata classificata all'ultimo posto dalla votazione dell'orchestra (da cui il verso "la tua brutta figura di ieri sera").
Il video dell'accaduto, pubblicato sul canale ufficiale di YouTube della Rai, raggiunge la prima posizione in tendenze l'8 febbraio 2020 (l'esibizione avvenne nella notte tra il 7 e l'8, intorno all'1:43). Con 6,7 milioni di visualizzazioni è diventato il video italiano più visto nelle prime 24 ore dalla sua pubblicazione. Martedì 11 febbraio, ancora in prima posizione in tendenze, il video ha raggiunto 10 milioni di visualizzazioni e quasi 15000 commenti, diventando a pieno titolo l'episodio centrale del Festival. La strofa cambiata ed il momento in cui Morgan chiede cosa stia succedendo dopo essersi accorto che Bugo si è allontanato sono diventati oggetto di alcuni popolari meme.
Nel dicembre del 2020 Morgan ha pubblicato sul suo canale YouTube una versione in chiave classica del brano.
Nel marzo 2021 Morgan ha pubblicato un videoclip della versione completa di Sincero con il testo cambiato, intitolata Le brutte intenzioni. Nel giugno 2021 i giudici del Tribunale di Milano hanno ritenuto illecita la deformazione del testo originale ordinando a Morgan di rimuovere dalla sua pagina Instagram tali contenuti illeciti, di cessare future associazioni di Sincero al testo modificato disponendo una penale per ogni ulteriore violazione.

## Formazione
- Bugo - voce
- Morgan - voce
- Donald Renda - batteria
- Andrea Torresani - basso elettrico
- Raffaele Littorio - chitarra
- Andrea Bonomo - programmazione e arrangiamenti
- Simone Bertolotti - tastiere e arrangiamenti
- Simone Bertolotti, Andrea Bonomo, Andrea Immovilli, Mattia Bonvini, Pino Pischetola, Andrea de Bernardi - staff tecnico

## Video musicale
Il videoclip è stato pubblicato il 5 febbraio 2020 sul canale YouTube di Bugo. Il video presenta inizialmente i due artisti seduti uno di fronte all'altro ma piuttosto lontani: Morgan su una poltrona gonfiabile, Bugo su un divano. Morgan sta sfogliando uno spartito di J. S. Bach, Bugo una copia de La potenza del pensiero, del filosofo Giorgio Agamben.
A causa del testo cambiato da parte di Morgan e dei disaccordi nati tra lui e Bugo, il videoclip viene rimosso da YouTube per un periodo di tempo. Attualmente il videoclip è tornato ad essere disponibile sul canale YouTube di Bugo e conta oltre 14 milioni di visualizzazioni.

## Classifiche
| Classifica (2020) | Posizione massima |
| ----------------- | ----------------- |
| Italia            | 16                |

## Dopo il Festival
- Dopo la squalifica da Sanremo, Nicola Savino, durante "L'altro Festival", ha voluto omaggiare Bugo cantando lui stesso la canzone, affiancato proprio dall'interprete del brano.[16]
- Nelle settimane successive al Festival, Bugo ha eseguito la canzone da solo in diverse occasioni televisive: a Domenica in condotto da Mara Venier[17], a Quelli che il calcio[18] e a CR4 - La Repubblica delle Donne condotta da Piero Chiambretti.[19]
- Per il festival musicale del Concerto del Primo Maggio 2020, Bugo sceglie ancora una volta come partner Savino per cantare Sincero.[20]
- Bugo ha poi eseguito la canzone da solo anche negli eventi musicali estivi Battiti Live a Otranto e Radiobruno Estate a Modena.[21]